# 高實康稔
高實 康稔（たかざね やすのり、1939年10月26日 - 2017年4月7日）は、日本のフランス文学者で長崎大学名誉教授。強制動員真相究明ネットワーク呼びかけ人。

## 略歴
山口市出身。1969年、九州大学大学院文学研究科仏語仏文学専攻博士課程中退、長崎大学教養部講師赴任（フランス語）。1971年、フランス政府招聘研修員としてポー大学、グルノーブル大学(en:Grenoble Alps University)に留学の後、私費でパリ大学に延長留学し、翌1972年帰国。1993年、同教養部教授。1995年、「岡まさはる記念長崎平和資料館」を有志とともに設立。1997年、教養部改組に伴い環境科学部教授（異文化交流論）に就任。2005年、定年退職。その後は長崎在日朝鮮人の人権を守る会会長、岡まさはる記念長崎平和資料館理事長。2006年、フランス政府より教育功労章シュヴァリエを受章。
2017年4月7日、心不全のため死去。

## 人物
吉田松陰と松下村塾を批判しており、2016年1月の論文「長崎と朝鮮人強制連行」（大原社会問題研究所）において、「近代日本の侵略思想の原点は吉田松陰と福沢諭吉にあるといって過言でない。（中略）松下村塾を世界文化遺産にふさわしいとすることは、これを推薦した日本政府が松陰の侵略思想を肯定することであり、ユネスコにしても『人類の普遍的な価値を保護する』（世界遺産条約）使命に反して不見識かつ重大な過ちを犯した」「（松下村塾を）アウシュビッツやリバプール（奴隷貿易港）のように、教訓とすべき負の世界遺産として位置づける可能性は追求されてよい」「歴史の反面教師とするべき遺産を『負の遺産』と呼ぶ」と主張している。

## 著書
- 「韓国・朝鮮人被爆者と強制連行」 岡まさはる記念長崎平和資料館、1996年

## 共著
- 「8ケ国語訳「世界の人へ」 : 朝鮮人被爆者の記録」 同時代社、1994年 ISBN 978-4886833129
- 「朝鮮人被爆者とは : かくされた真実」 長崎在日朝鮮人の人権を守る会、1986年

## 翻訳
- 「日本の想い出 Souvenir du Japon」 le comte de Lijnden（リンデン伯） 著 ; 杉村邦夫, 嘉村国男 構成編集 ; 小林勝 撮影 ; 高實康稔 訳 長崎文献社、1983年
- 「自然が滅びぬうちに」 Jean Dorst著 ; 高實康稔, 相磯佳正編 駿河台出版社、1973年